# TVR Vixen
TVR Vixen — двомісне спортивне купе британської компанії TVR, яке випускали впродовж 1967—1973 років у Блекпулі. Модель почали випускати замість TVR Grantura.

## Модель S1
Перші TVR Vixen 1967 успадкували від моделі-попередниці корпус з скловолокна із типовою формою задньої частини. На них встановили 4-циліндровий рядний мотор Ford Kent об'ємом 1599 см³, карбюратором Weber потужністю 90 к.с. (66 кВт) при 5500 об/хв. Модель отримала задні ліхтарі з Ford Cortina Mk II. Модель розвивала швидкість 170 км/год при витраті палива 10,8 л/100 км. Вироблено 117 машин.

## Моделі S2, S3, S4

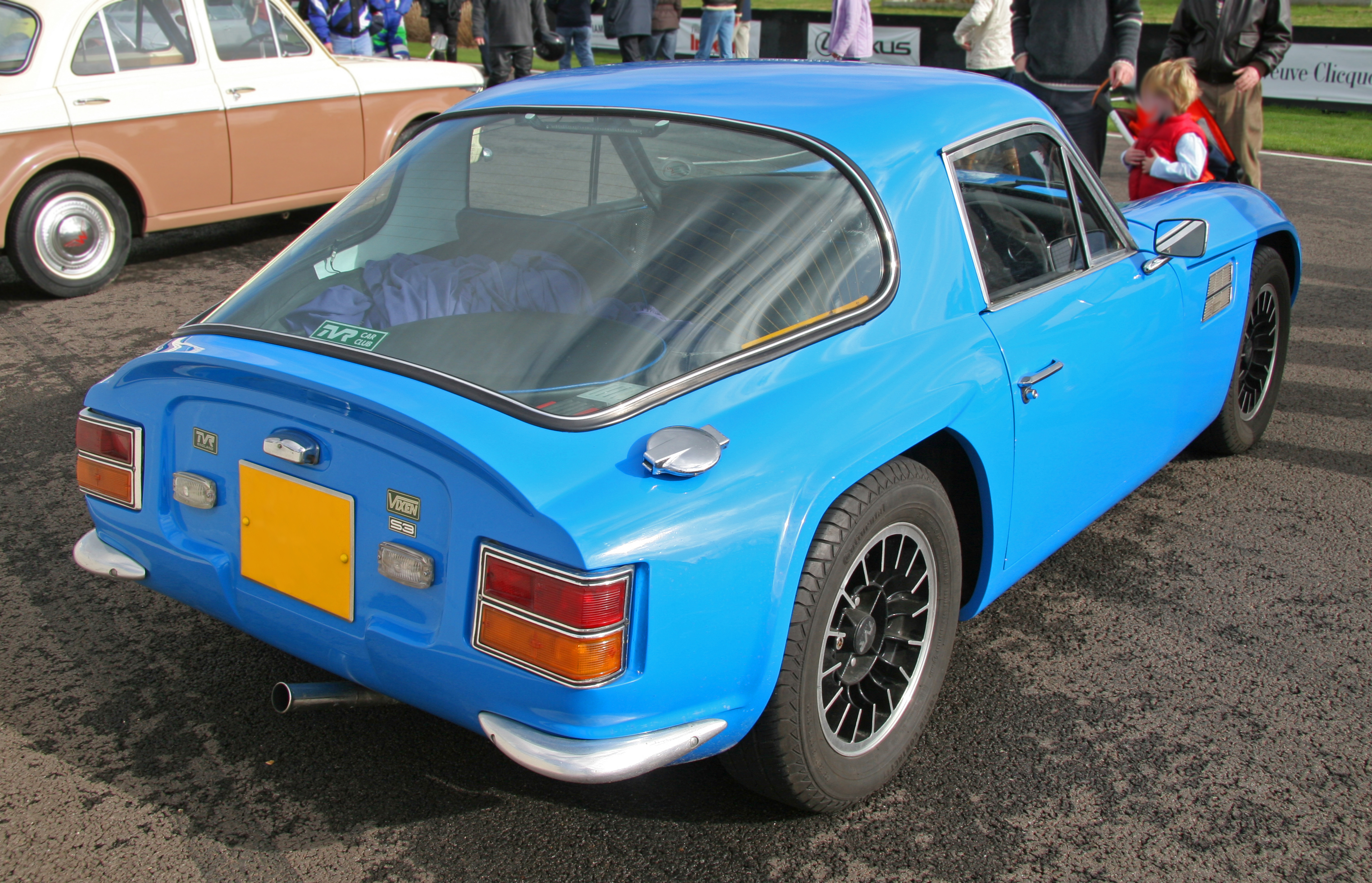
TVR Vixen S3

При модифікації TVR Vixen S2 збільшили колісну базу, що призвело до збільшення довжини авто. На модель встановили мотор Ford Kent потужністю 88 к.с. (65 кВт) при 5400 об/хв. Максимальна швидкість зросла до 175 км/год при витраті палива 10,7 л/100 км.
У моделі TVR Vixen S3 встановили 1970 модифікований мотор потужністю 86 к.с. (63 кВт) з витратою палива 10,9 л/100 км.
Дещо модифікована TVR Vixen S4 успадкувала 1972 мотор з попередньої модифікації.
Було виготовлено S2 — 438 машин, S3 — 165 машин, S4 — 23 машини

## Модель 1300
TVR Vixen 1300 випустили 1971 (також використовувалось позначення TVR 1300) з 4-циліндровим рядним мотором Triumph I6 з Triumph Spitfire об'ємом 1296 см³ з двома карбюраторами потужністю 75 к.с. (55 кВт) при 6000 об/хв.
Виготовили 15 машин TVR 1300

## Модель 2500
З 1971 розпочали виготовлення потужнішої модифікації Vixen 2500 (TVR 2500). Рядний 6-циліндровий мотор походив з Triumph TR6 з системою вприскування палива Лукаса об'ємом 2498 см³, потужністю 150 к.с. (110 кВт) при 5500 об/хв.
Було виготовлено 385 машин TVR 2500.